# 경상남도교육종합복지관
경상남도교육종합복지관(慶尙南道敎育綜合福祉館)은 지방교육자치에 관한 법률 제32조에 따라 교직원 복지증진과 심신수련을 위하여 경상남도교육청 산하에 설치된 소속기관이다.